# Carl Schappeller
Karl Schappeller  bzw. Schapeller, in wenigen Publikationen auch unter dem Vornamen Carl zu finden, (* 18. Juli 1875 in Aurolzmünster; † 13. Juli 1947 ebenda) war ein österreichischer Hochstapler, nämlich als Erfinder und Phantast. Schappeller behauptete, die „Raumkraft“ entdeckt zu haben, eine Energieform, die zum Antrieb von Maschinen und Motoren nutzbar gemacht werden könnte. Er fand während der 1920er und -30er Jahre viele prominente Unterstützer, blieb aber Beweise und Umsetzung seiner Hypothesen schuldig.
Seine Konzepte verbanden Naturforschung, technische Innovation, intendierte Gesellschaftsverbesserung und Okkultismus. Schappeller versprach, mit seinen „Urkraft-Stoffgewinnungsaggregaten“ Silber oder Platin aus dem Erdinneren in reinster Form nach oben zu fördern. „Stoffveredelungsmaschinen“ sollten „biomagnetisch“ Blei oder Eisen in Gold verwandeln. Mit ständig arbeitenden Landwirtschaftsmaschinen und Düngemitteln sollten dreimalige Ernten eingefahren werden und die soziale Not der Vergangenheit angehören. Jeder Besitzer der Urkraft wäre unüberwindlich.

## Leben

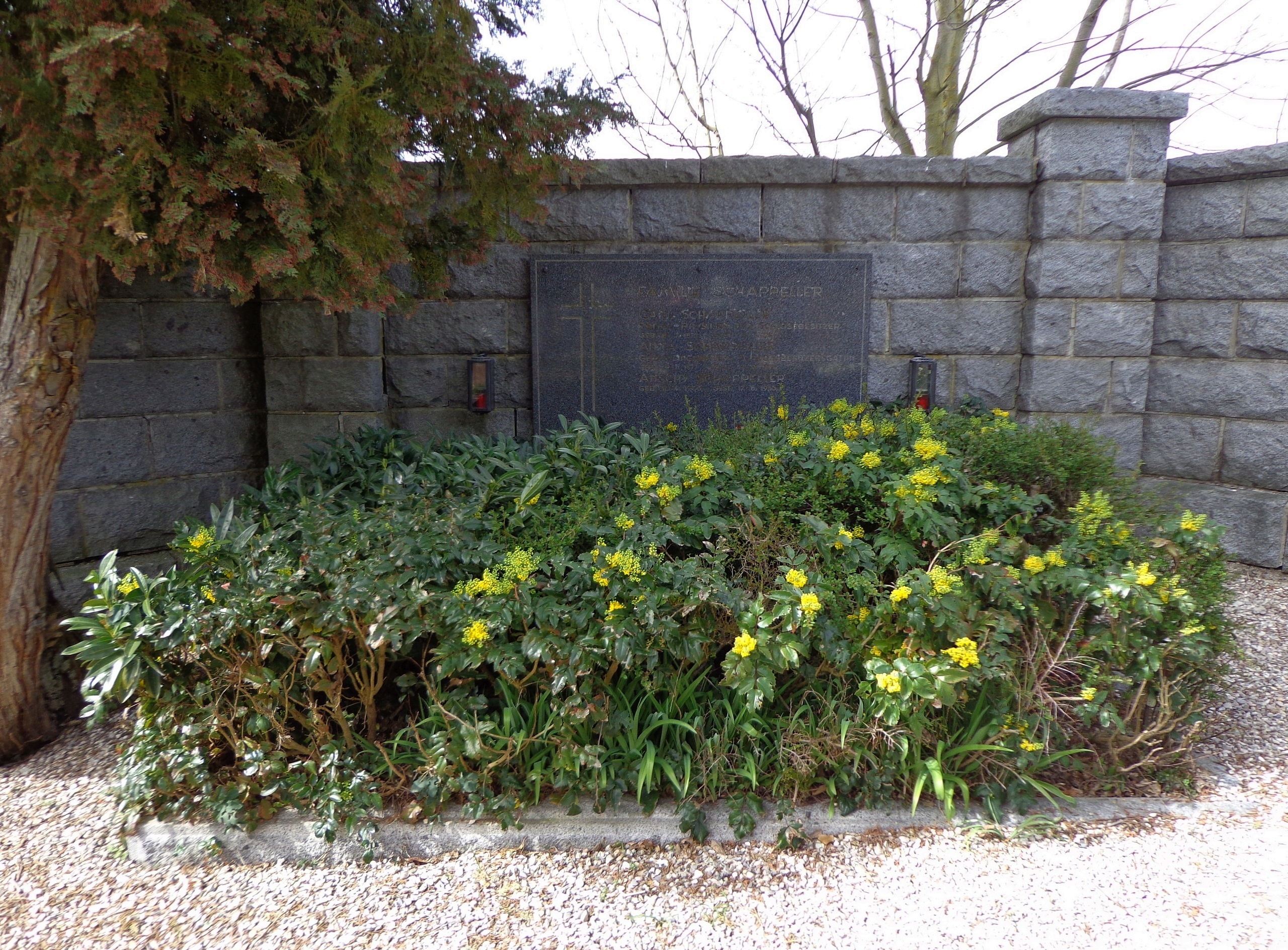
Aurolzmünster, Grab Carl Schappellers

Karl Schappeller kam als Sohn von Katharina Schapeler als uneheliches Kind zur Welt und wurde von Kooperator Frz. X. Lang als Carl Boro. (Karl Borromäus Schapeler) ins Taufbuch der Pfarrkirche Aurolzmünster eingetragen. Durch seine Herkunft waren ihm eine höhere Ausbildung bzw. ein Studium verwehrt, er absolviert eine Tischlerlehre und wurde 1901 k.u.k. Postbeamter in Attnang-Puchheim. Neben dieser Tätigkeit beschäftigte er sich mit Physik, Technik und Naturphilosophie und hielt Vorträge für seine Kollegen. Im Ersten Weltkrieg war Schappeller Infanterist am Isonzo, anschließend ging er – frühpensioniert – für einige Jahre nach Wien.
1920 wandte er sich an den sozialdemokratischen Staatssekretär Julius Deutsch und gab an, dass er eine Entdeckung gemacht habe, mit der auf neue Art Energie zu gewinnen sei. Schappeller versuchte, ihn für eine Kooperation zu gewinnen, die aber nicht zustande kam. In den folgenden Jahren suchte Schappeller weitere Anhänger für seine Idee, die „Raumkraft“ zu nutzen.
1925 erwarb eine Gesellschaft, deren treibende Kraft der Benediktiner-Prälat, christlich-soziale Nationalratsabgeordnete und Gründer des Tyrolia-Verlags Aemilian Schöpfer war, das desolate Schloss Aurolzmünster. Schappeller sollte dort mit Ingenieuren und Technikern ein Raumkraft-Forschungszentrum mit Laboratorien zum Experimentieren aufbauen. Der Gesellschaft gehörten weiters Daniel Etter, Dompfarrer von Salzburg, sowie österreichische Unternehmer an. Schappeller zog im Herbst 1925 mit Familie und Mitarbeitern von Wien, wo er zuletzt in der Mariahilferstraße 113 gewohnt hatte, zurück nach Aurolzmünster in die Schlossruine.
Bis 1930 sollte die Demonstration einer „Urmaschine“ geliefert werden, die das Prinzip von Schappellers physikalischen Hypothesen beweist. Mit einer Zuwendung des ehemaligen deutschen Kaisers Wilhelm II. in der Höhe von einer halben Million Reichsmark begann man das Schloss zu sanieren und Labors einzurichten und pflegte einen luxuriösen Lebensstil. 1928 gaben die Mitarbeiter Gföllner und Wetzel die Broschüre Schappeller’s Raumkraft heraus und nahmen in München Kontakt zu großdeutschen Gruppierungen auf, was Schappeller in einem Brief an Aemilian Schöpfer als üblen Verrat bezeichnete.
1929 kam es zu einer Wende. Wilhelm II. entließ seinen Vermögensverwalter Nitz; dessen Nachfolger hielt Schappellers Ankündigung, mithilfe der Raumkraft-Technik der Monarchie wieder Macht zu verschaffen, für haltlos und setzte alle finanziellen Zuwendungen an die Schappeller-Gruppe aus. Schappeller geriet in Turbulenzen und entging knapp einer Zwangsversteigerung. Der drohende Konkurs, ständige Geldnot und politische Differenzen führten zum Zerfall des Schappeller-Clans; die Mitarbeiter Gföllner und Wetzel setzten sich nach München ab, wo sie eigenmächtig nach Verwertungsmöglichkeiten für die Raumkraft-Idee suchten. Der Ariosoph Jörg Lanz von Liebenfels urteilte über Carl Schappeller 1930 in der Zeitschrift Ariosophie, er sei „[e]in Titane auf technischen-physikalischem Gebiet“.
1932 tauchte die Suche nach dem Schatz des Hunnenkönigs Attila als neues Thema im Zusammenhang mit Schappeller in den Zeitungen auf. Nach Angaben des Radiästheten Alois Binderberger vermutete man unter dem Schloss die Grabstätte Attilas, der, so meinte man, dort mit Untertanen und reichen Grabbeigaben bestattet sein könnte. Die Grabungen verliefen ergebnislos.
Der aus Braunau stammende Maler Aloys Wach war zunächst glühender Verehrer und Mitaktionär des Vorhabens gewesen, sah sich später finanziell geschädigt und rechnete durch die Publikation eines Berichts mit Schappeller ab: Schin, der Herr der Zahl 22 – Die Wahrheit über Schloss Aurolzmünster.
1934 besuchten englische Schiffsbau-Ingenieure aus London Schappeller in Aurolzmünster, zeigten sich von seinen Ideen überzeugt und schlossen einen Vertrag, der Schappeller verpflichtete, einen Schiffsmotor für die englische Marine zu entwickeln.
1936 wurde zu diesem Zweck die NPR (New Power Rotor) Trust Company gegründet, eine Aktiengesellschaft mit Sitz in London. Cyril Davson, einer der englischen Ingenieure, verfasste nach mehrjähriger Studienzeit in Aurolzmünster bei Schappeller ein umfangreiches Manuskript über dessen physikalische Auffassungen und ihre Anwendungsmöglichkeiten: The Primary State of Matter.
1935 sollte Schappeller bei Adolf Hitler einen Vortrag über die „Erfindung der Raumkraft“ halten. Der Termin kam allerdings nicht zustande.
Nach dem Anschluss Österreichs 1938 beschlagnahmte die volksdeutsche Mittelstelle der NSDAP das überschuldete Schloss und verwendete es für die Unterbringung deutscher Umsiedler sowie eines Kindergartens. Die inzwischen völlig verarmte Schappeller-Familie behielt Wohnrecht auf engem Raum.
1943 reiste eine Physikerkommission der NSDAP (Bothe, Beuthe, Esau) nach Aurolzmünster, um die „angebliche Erfindung“ Schappellers zu untersuchen. Der Bericht der Kommission an den Reichsführer SS Heinrich Himmler stellte fest, dass im Fall von Schappeller „kein gesunder physikalischer Gedanke“ vorliege, sondern an „Pathologie grenzende Spekulation naturphilosophischer Art“. Es mangle weiters an „Denkdisziplin“, weitere Tätigkeiten Schappellers seien mit staatspolizeilichen Mitteln zu unterbinden.
Schappeller beschränkte sich in der Folge auf das Halten von Vorträgen und starb verarmt am 13. Juli 1947 in Aurolzmünster. 1955 verschied das letzte Mitglied der Familie Karl Schappellers, die Tochter Anschy Schappeller.
Der englische Admiralssohn Philipp Creagh, der vor Ort die Geschäfte der NPR Trust Company geführt hatte, verblieb ein weiteres Jahr im mittlerweile wieder desolaten Schloss Aurolzmünster, bevor er nach England abreiste, wo sich seine Spuren in einer Londoner Nervenheilanstalt verlieren.

## Sonstiges
Die Grabungen nach dem Schatz des Hunnenkönigs inspirierte Alexander Lernet-Holenia zu seinem Roman Der Mann im Hut.

## Film
- Das Reich des Karl Schappeller – Die Idee der Urkraft. TV-Feature von Peter Gehrig. D 1976, 45 Min., 16 mm, SWR Stuttgart
- Aus dem Nichts. Ein Film von Angela Summereder, A 2016, 90 Min., F + s/w, Stadtkino Filmverleih[12]